# GameTap
GameTap was een Amerikaanse online videospellendienst.  De dienst werd opgericht door Turner Broadcasting System en in 2008 overgenomen door het Franse Metaboli.  Metaboli doekte GameTap op eind oktober 2015. Op GameTap kon men spellen kopen/spelen uit een brede waaier van spelgenres.

## Features
GameTap was oorspronkelijk een dienst waar men een zeer beperkt aantal computerspellen gratis op kon spelen.  Later veranderde de gratis dienst in een betaalsite waar men de spellen tegen een lage prijs voor een bepaalde periode kon huren.  Tegenwoordig koopt men de spellen effectief aan.
Het was de bedoeling dat men op GameTap naast spellen nog een berg andere mediabestanden kon kopen zoals video's, tekenfilms, en televisieprogramma's, maar deze dienst is er nooit gekomen.